# Ritratto della signorina Lieser
Il Ritratto della signorina Lieser (in tedesco Bildnis Fräulein Lieser) è un dipinto realizzato nel 1917 da Gustav Klimt. L'opera rimase nello studio dell'artista, non firmata, quando quest'ultimo morì nel 1918. Gli esperti credevano fosse andata perduta o distrutta finché non è stata ritrovata nuovamente, in buone condizioni, nel 2024.
Il 24 di aprile 2024, il dipinto è stato venduto all'asta per 30 milioni di euro dalla casa d'aste im Kinsky.

## Storia
Klimt dipinse il ritratto nel 1917. L'anno seguente l'artista morì e l'opera, rimasta non firmata e incompiuta nel suo studio, fu donata ai suoi familiari.
Nel 1926, in seguito ad una mostra dedicata a Klimt e organizzata presso la Neue Galerie di Vienna, il dipinto divenne parte della collezione Lieser-Lankiewits a Vienna; l'unica testimonianza del ritratto era una fotografia in bianco e nero, scattata nel 1925 e risalente all'incirca al periodo della mostra. Si ipotizza appartenesse ad Adolf ed Henriette Lieser, finché, intorno al 1960, il dipinto non fu acquistato da parte di un anonimo cittadino austriaco. La tela è stata riscoperta solo nel gennaio del 2024, quando il suo proprietario si è rivolto alla casa d'aste im Kinsky.
Il 24 aprile 2024, in conformità con i Principi di Washington - che si occupano di disciplinare la restituzione delle opere d'arte, trafugate dai nazisti, ai proprietari originari o ai loro discendenti - il dipinto è stato battuto all'asta dall'attuale proprietario e anche dai successori legali della famiglia Lieser. Essenziale per la vendita è stata l'identità della ragazza raffigurata. A questo proposito, ci sono sostanzialmente due tesi contrapposte: una è quella sostenuta dalla casa d'aste, secondo la quale la ragazza sarebbe Helene, la figlia dei coniugi Lieser sopracitati; l'altra tesi è quella perorata dal massimo esperto di Klimt in Austria, Tobias G. Natter, il quale non ha dubbi sul fatto che si tratti di Margarethe Constance Lieser, sua cugina. Secondo Natter fondamentali sono le testimonianze del figlio di uno dei maggiori collezionisti di opere di Klimt (e Egon Schiele, che lo ritrasse), Erich Lederer, e quella della cognata di Margarethe, la quale, nel 1984 disse di essere certa che la "signorina del ritratto" fosse Margarethe.

## Esposizioni
Il ritratto verrà esposto al pubblico in Germania, ad Hong Kong, in Svizzera e nel Regno Unito.

## Descrizione
Il ritratto, a tre quarti di figura, raffigura una giovane donna in posa frontale, su sfondo rosso; un mantello, decorato con motivi floreali, le avvolge le spalle. La tavolozza di colori utilizzata è propriamente coerente con quella dei suoi ultimi lavori. Lo sfondo presenta delle forme debolmente disegnate a matita, e ciò lascia intuire che Klimt volesse decorarlo ulteriormente.
Il dipinto "riprende nell'impostazione compositiva e in particolare nella posizione delle mani, i ritratti di Adele Bloch-Bauer II e di Elisabeth Bachofen-Echt".
Si pensa, inoltre, che il soggetto dell'opera abbia fatto visita allo studio di Klimt per ben nove volte, da aprile a maggio 1917.